# M20 (rückstoßfreies Geschütz)

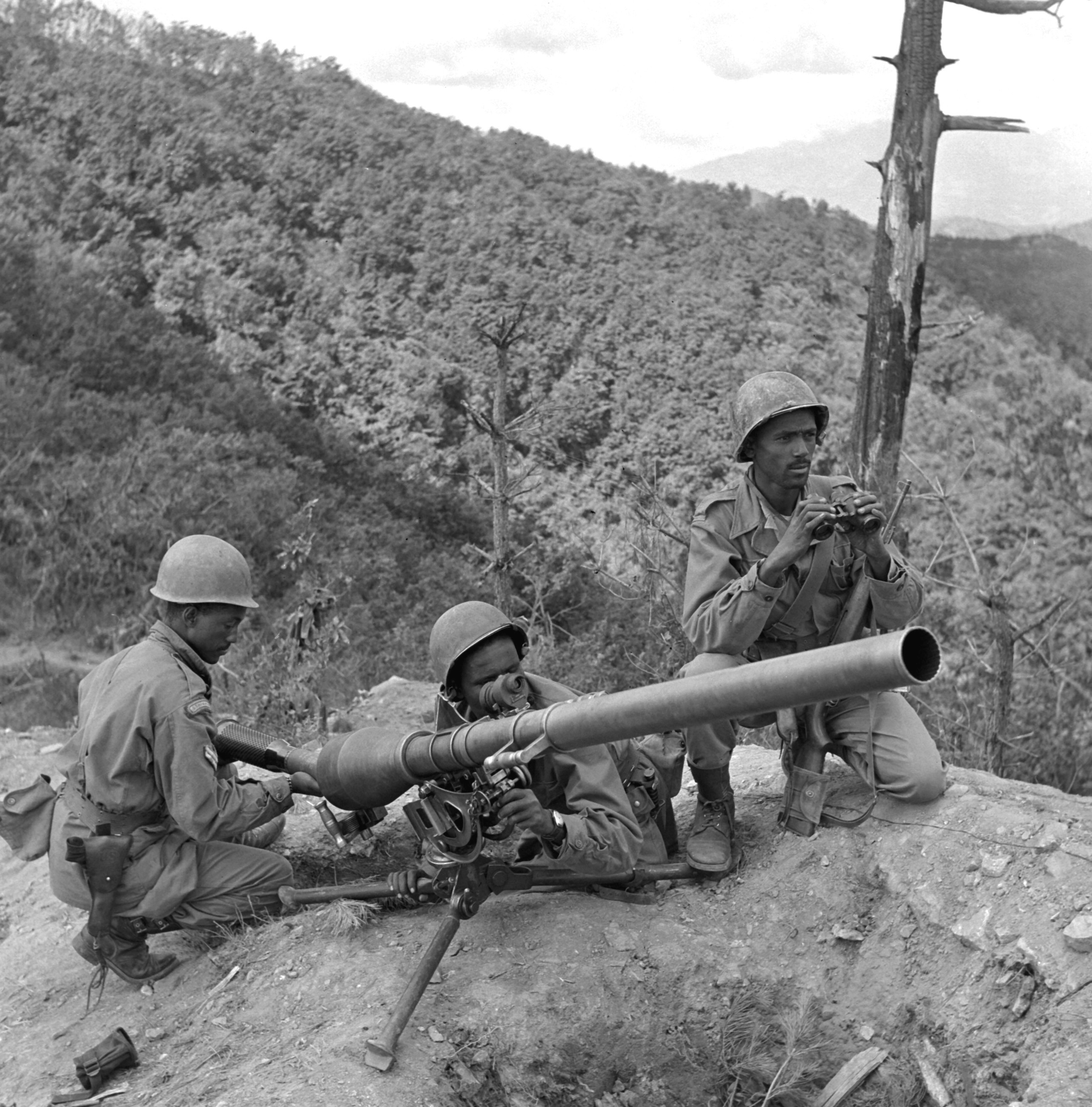
Äthiopische Soldaten am M20 im Koreakrieg, die über das Visier zielen

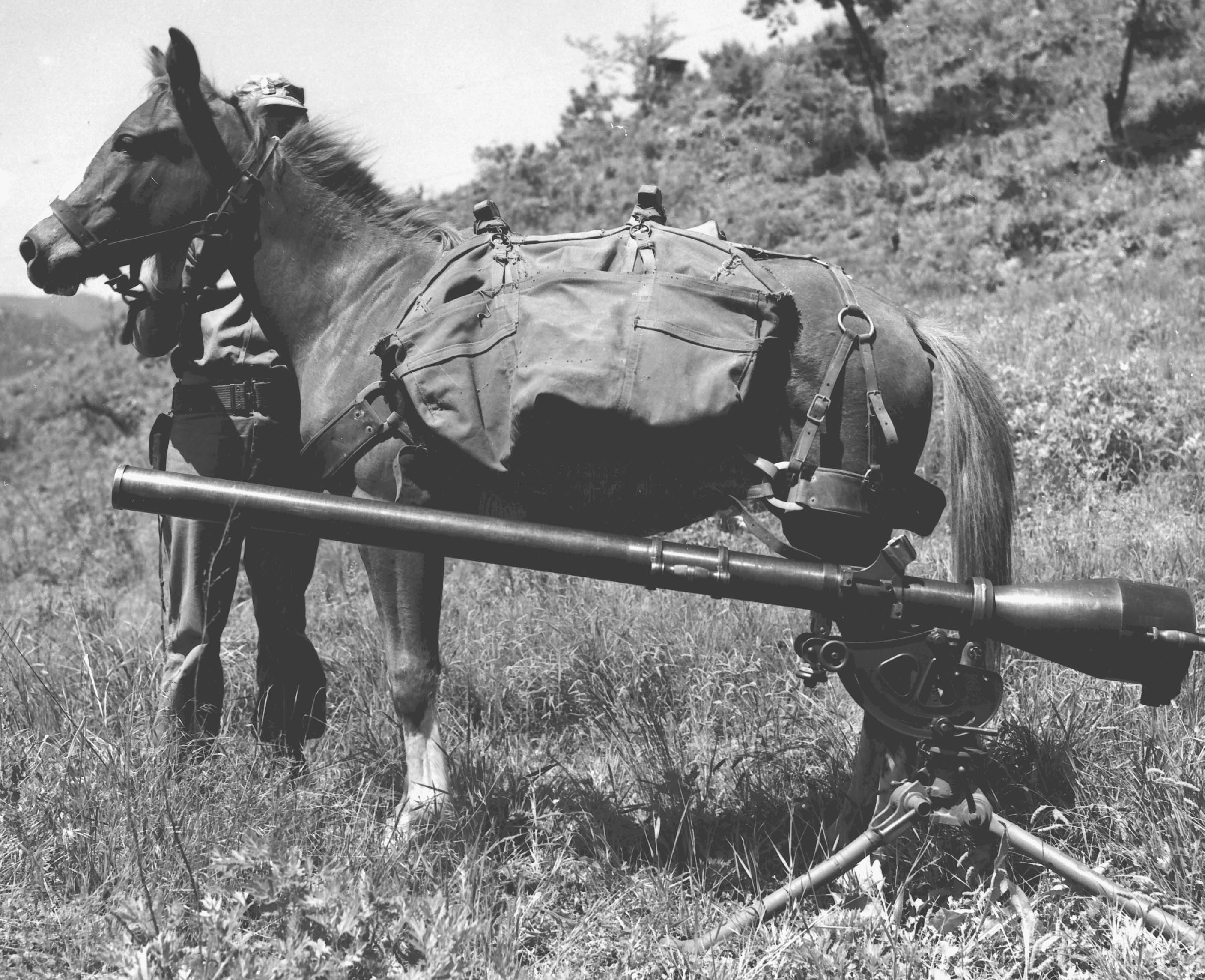
Packpferd Sergeant Reckless mit M20 im Koreakrieg

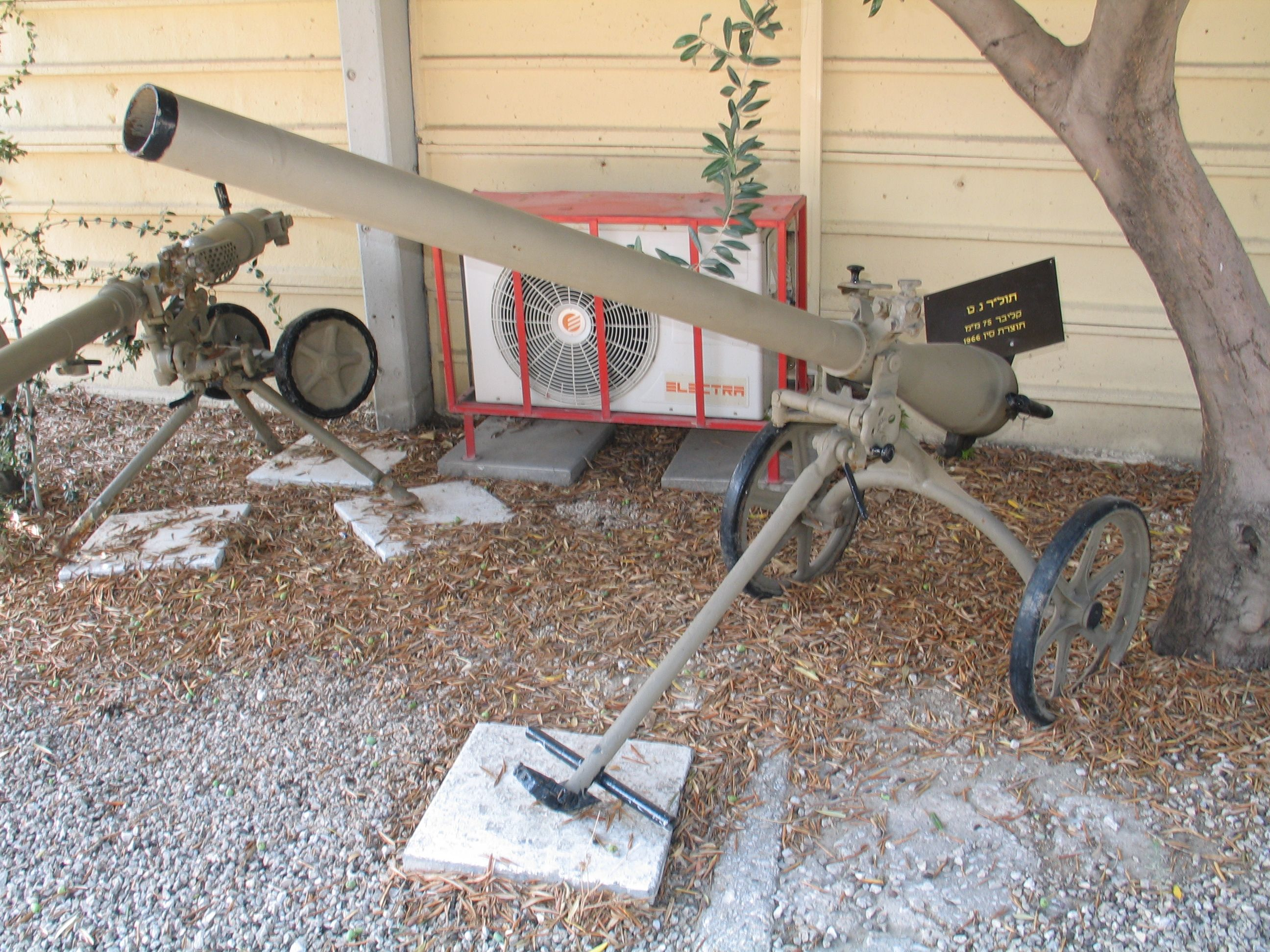
Chinesisches Typ 52 im Batey ha-Osef Museum

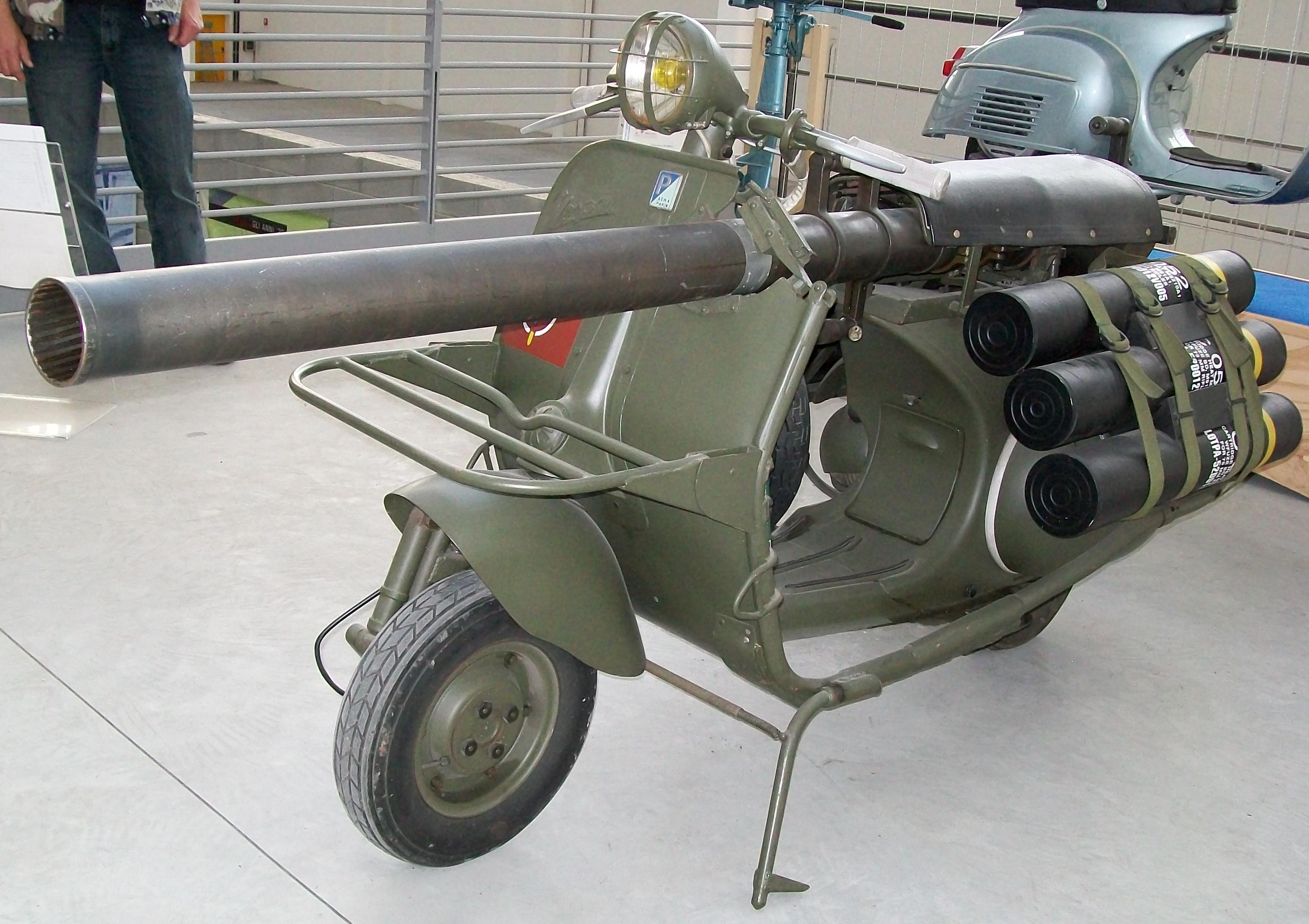
Vespa 150 TAP

M20 ist ein amerikanisches rückstoßfreies Geschütz. Die Waffe wurde im Zweiten Weltkrieg entwickelt und kam nur am Ende des Konfliktes zum Einsatz. Weit verbreitet war das M20-Geschütz hingegen im Koreakrieg. Wegen nicht mehr genügender Panzerdurchschlagsleistung in den USA ausgemustert, blieb das M20 aber in vielen Staaten weiterhin im Einsatz.

## Geschichte
Als die US Army im Zweiten Weltkrieg auf die Wehrmacht traf, waren die Amerikaner von den deutschen Leichtgeschützen (7,5-cm-Leichtgeschütz 40, 10,5-cm-Leichtgeschütz 40 und dem 10,5-cm-Leichtgeschütz 42) beeindruckt. Die US Army verfügte beim Kriegseintritt über kein zufriedenstellendes Infanteriegeschütz; die beim Afrikafeldzug gemachten Erfahrungen mit der M3-Haubitze waren nicht zufriedenstellend. Das Frankford Arsenal wurde daher angewiesen, Möglichkeiten für rückstoßfreie Geschütze zu untersuchen. Die Wissenschaftler William K. Kroeger und Clarence Walton Musser führten die Untersuchung und Entwicklung durch. Ihnen half ein erbeutetes 10,5-cm-Leichtgeschütz 40. Die Arbeit begann im Juni 1943; die beiden Wissenschaftler untersuchten zunächst die physikalischen Vorgänge in rückstoßfreien Geschützen. Im September 1943 begann die eigentliche Entwicklung der Waffen. Nachdem im Februar 1944 die ersten positiven Versuche mit einem 57-mm-Geschütz erfolgten, wollte die US Army auch Modelle mit größeren Kalibern 75 mm und 105 mm untersuchen. Während die US Army das Vorhaben mit dem 105-mm-Geschütz fallen ließ, wurde das 57-mm-Geschütz als M18 und das 75-mm-Geschütz als M20 fertig entwickelt. Das M20 übernahm viele Konstruktionsmerkmale des M18, unterschied sich nur im Verschluss, der ringförmigen Austrittsdüse und einer sich verjüngenden Patronenkammer. Die Waffen wurden auf dem Aberdeen Proving Ground erprobt.
Die Entwicklung und Erprobung war Ende 1944 abgeschlossen und 1000 Stück von jeder Variante wurde von dem US-Militär bestellt. Das 75-mm-M20-Geschütz wurde vom Druckmaschinenhersteller „Miller Printing Machinery Company“ aus Pittsburgh produziert. Etwa 100 Stück M18 und M20 gingen im März 1945 nach Europa, um bei den letzten Kämpfen eingesetzt zu werden. Einige M20 wurden bei der Operation Varsity eingesetzt. Die Waffe bewährte sich sowohl als Panzerabwehrwaffe, es wurden mindestens drei Panzerfahrzeuge zerstört, wie auch als Infanteriegeschütz. Ein größerer Teil der M18/M20 ging nach Asien, wo die Waffen in der Schlacht um Okinawa mit Erfolg eingesetzt wurden. Bis zum Ende des Zweiten Weltkrieges wurden 1238 M20 produziert, weitere danach.
Das M20 wurde weit verbreitet im Koreakrieg eingesetzt. Das US-Militär schätzte die Waffe als mobile Unterstützungswaffe der Infanterie sowie zur Bekämpfung feindlicher Bunker und Artillerie. Als Panzerabwehrwaffe zeigte das Geschütz eine zu geringe Durchschlagskraft gegen die von der Sowjetunion gelieferten T-34. Wegen der ungenügenden Durchschlagskraft des M20 entwickelten die Vereinigten Staaten mit dem M40 ein größeres rückstoßfreies Geschütz im Kaliber 105 mm. Das M20 wurde nach dem Koreakrieg größtenteils von den Amerikanern ausgemustert.
Im Koreakrieg erbeutete M20-Geschütze ermöglichten der VR China eine nicht lizenzierte Kopie als Typ 52 herzustellen. Das chinesische rückstoßfreie Geschütz Typ 56 war hingegen mehr eine Weiterentwicklung. Im Gegensatz zu der Drallstabilisierung des M20 bzw. Typ 52 hatte das Panzerabwehrgeschoss des Typ 56 eine Flügelstabilisierung, was die Durchschlagskraft erhöhte.
Die USA unterstützten Frankreich im Indochinakrieg und lieferten unter anderem M20-Geschütze. Auch gingen M20-Geschütze an die Armee der Republik Vietnam (ARVN). Frankreich nutzte M20-Geschütze auch im Algerienkrieg.
Als die USA dann selber aktiv in den Vietnamkrieg eintraten, nutzten die US-amerikanischen Streitkräfte das veraltete M20 nur noch in geringem Umfang. Die amerikanischen Soldaten wurden aber nun selber zum Ziel der einst von den USA entwickelten rückstoßfreien Geschützen, welche nun von durch Vietnamesische Volksarmee und Vietcong verwendet wurde. Zum einen nutzen die Nordvietnamesen bzw. der Vietcong erbeutete M20-Geschütze, zum anderen lieferte China ihnen hunderte Geschütze vom Typ 52/56. Die Vietnamesische Volksarmee und der Vietcong schätzten die 75-mm-rückstoßfreien-Geschütze, denn sie waren leicht, einfach zu transportieren, vielfältig einsetzbar und effektiv. Sie waren sehr gut geeignet, um die nur leicht gepanzerten amerikanische Boote, die auf den Flüssen in Südvietnam operierten, anzugreifen. Im indirekten Feuer konnten die amerikanischen oder ARVN-Militärstützpunkte aus weiterer Entfernung beschossen werden.
Verschiedene Staaten nutzten die Waffe, darunter Argentinien, Kolumbien, Italien, Mauretanien, Neuseeland, Niger, Norwegen, Paraguay, Philippinen, Portugal, Saudi-Arabien, Thailand, Nordjemen, Jugoslawien, Zaire und Sambia. Italien hat mit der Vespa 150 TAP eine ungewöhnliche Plattform für das M20-Geschütz eingeführt. Das M20-Geschütz gilt mittlerweile als veraltet, ist aber immer noch in einigen Entwicklungsländern im Einsatz.
In den USA wurde das M20-Geschütz zur Lawinenauslösung eingesetzt. Bei Vergleichsuntersuchungen mit anderen Geschützen war das M20 die kostengünstigste und flexibelste Lösung, sofern die Reichweite ausreichte. Es war leicht genug, um es mit Lastkraftwagen, Schneemobilen, Schlitten oder Seilbahnen an den Einsatzort zu bringen. Solange die Sicherheitsprozedur eingehalten wird, galt die Handhabung als sicher. Allerdings kam es zu einem Todesfall, als der Bediener von dem Rückstrahl erfasst wurde.

## Technik
- Kaliber: 75 mm

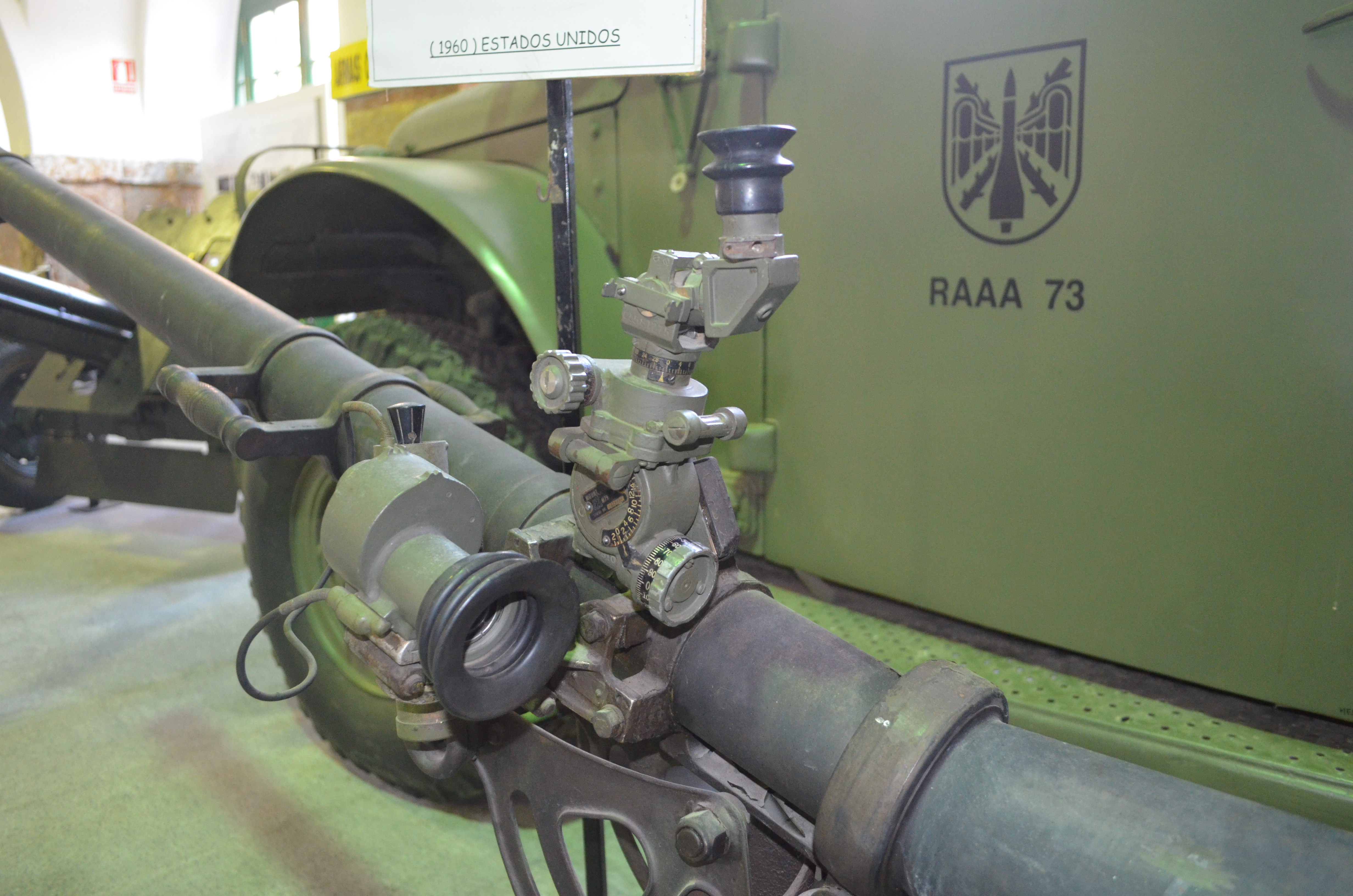
M20 mit Zieleinrichtungen für direktes und indirektes Feuer im Museo Histórico Militar de Cartagena

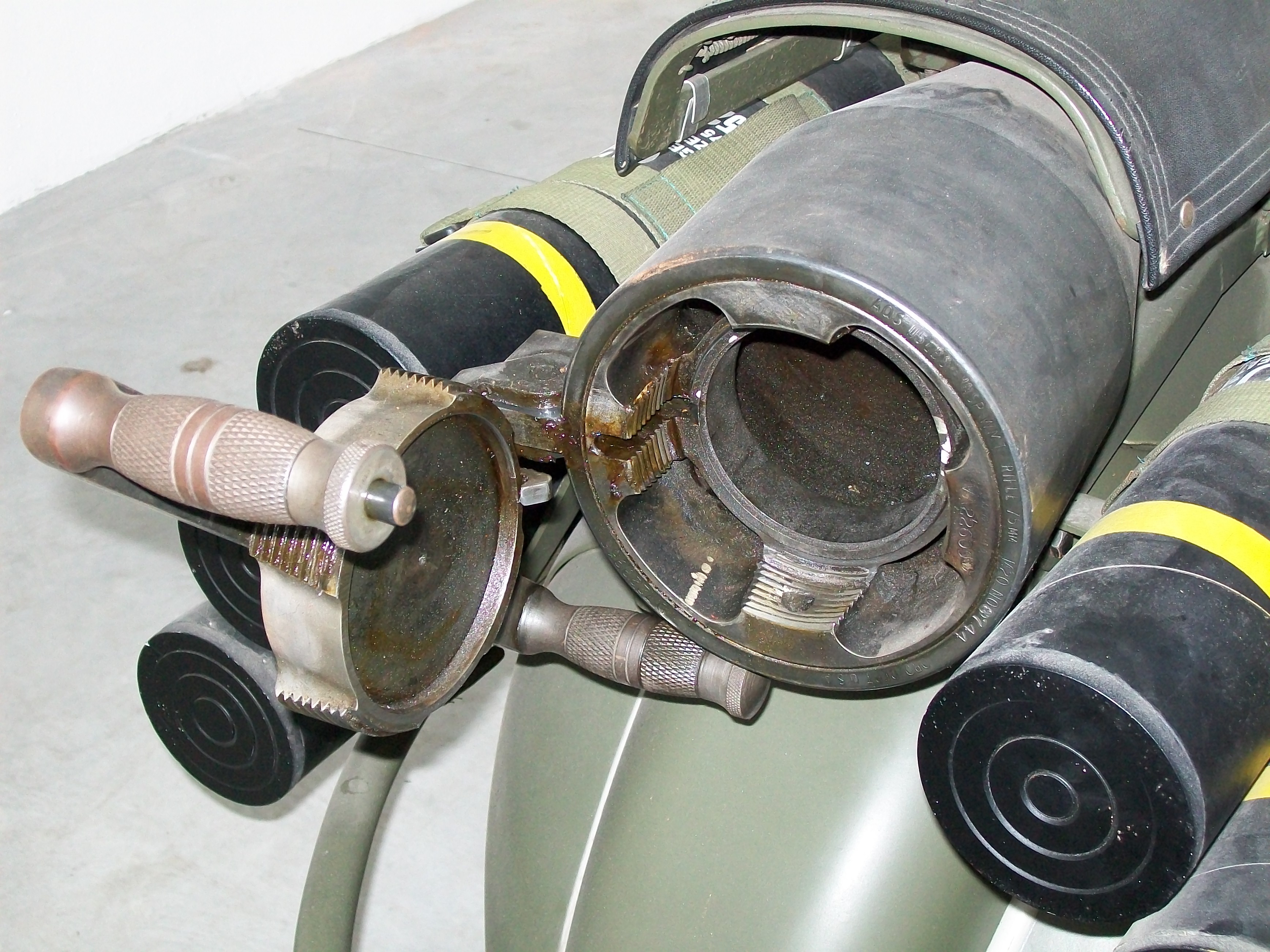
Verschlussblock, Abzugsknopf am Handgriff

- Gesamtlänge des Waffenrohrs: 2082 mm
- Länge des gezogenen Laufs: 1654 mm
- Gewicht mit Zielvorrichtungen, ohne Lafette: 52 kg
- Gewicht mit Zielvorrichtungen und Lafette: 76 kg
- Verschlusstyp: Schraubenverschluss mit unterbrochenem Gewinde[17]
- Schwenkbereich
  - vertikal −27° bis 65°
  - horizontal 360°[18]

Die Dreibeinlafette wurde vom Maschinengewehr Browning M1917 übernommen. Möglich war aber auch Montierung auf der kleineren Dreibeinlafette des Maschinengewehrs Browning M2. Ebenso möglich war eine Montierung auf einen Willys MB Geländewagen.
Die Bedienmannschaft besteht aus zwei bis drei Soldaten. Um das Geschütz zu laden, wird der Verschlussblock mithilfe der beiden Griffe um etwa 45° gedreht und klappt dann nach unten auf. Eine etwaige alte Patronenhülse kann entnommen werden und eine neue Patrone wird in das Patronenlager eingeführt. Dabei muss geachtet werden, dass die Längsnuten des Drallführungsrings des Geschosses in die Züge des Laufs eingelegt werden. Der Verschlussblock wird in umgekehrten Schritten geschlossen. Das Drehen des Verschlussblocks spannt gleichzeitig den Abzug. Einer der beiden Griffe am Verschlussblock beherbergt den Abzugsmechanismus. Um das Geschütz abzufeuern, muss der Schütze zunächst die Waffe durch Drehen des Sicherungsringes an diesem Griff entsichern. Der Abzug wird aktiviert, indem der Abzugsknopf an diesem Griff mit dem Daumen heruntergedrückt wird.
Wie bei allen rückstoßfreien Geschützen schießt beim Abschuss aus der Waffe ein Feuerstrahl nach hinten. Dadurch kann der Standort des Geschützes durch den Gegner leicht aufgeklärt werden.
Da das M20-Geschütz sowohl für direktes wie auch für indirektes Feuer konzipiert ist, hat es zwei verschiedene Zieleinrichtungen. Das M85C ist für direktes Feuer bis zu 1900 m, das M34 für indirektes Feuer über darüber vorgesehen. Die Zielvorrichtung M85C ist ein kurzes Fernrohr mit dreifacher Vergrößerung und einem Sichtfeld von 11° 30'. Die Zielvorrichtung M34 kann im Prinzip auch für Entfernungen unter 1900 m genutzt werden, aber das M85C eignet sich für diesen Zweck viel besser, weil sich mit der Maßteilung des Absehens des M85C Entfernungen bis 1900 m schätzen lassen können und die Rohrerhöhung direkt einstellen lässt.

## Munition

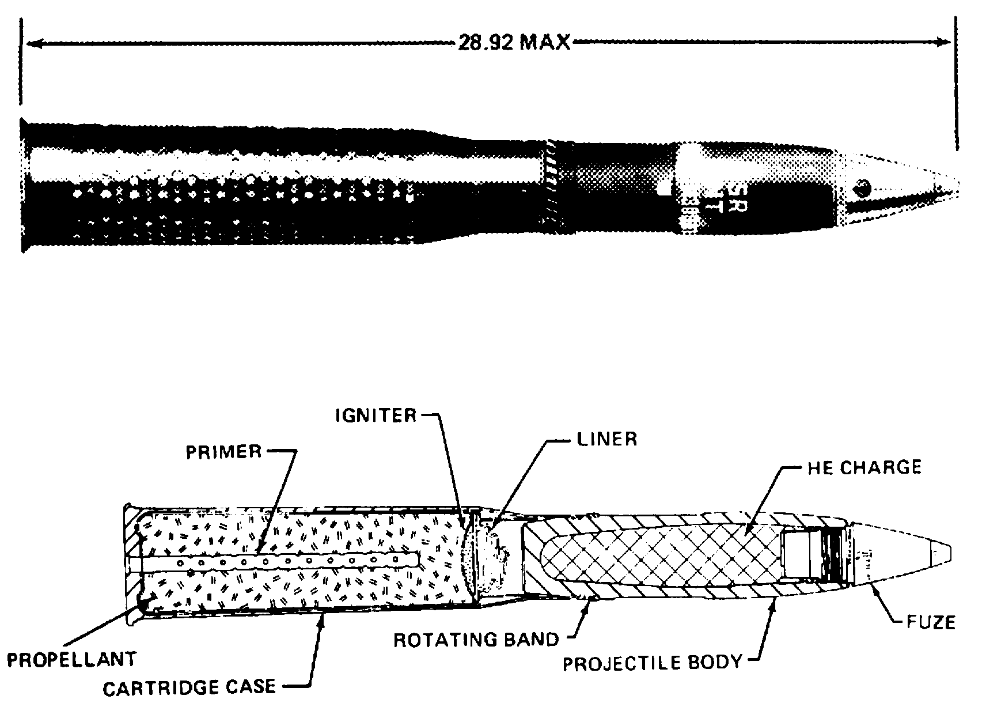
Patrone mit Sprenggeschoss M309

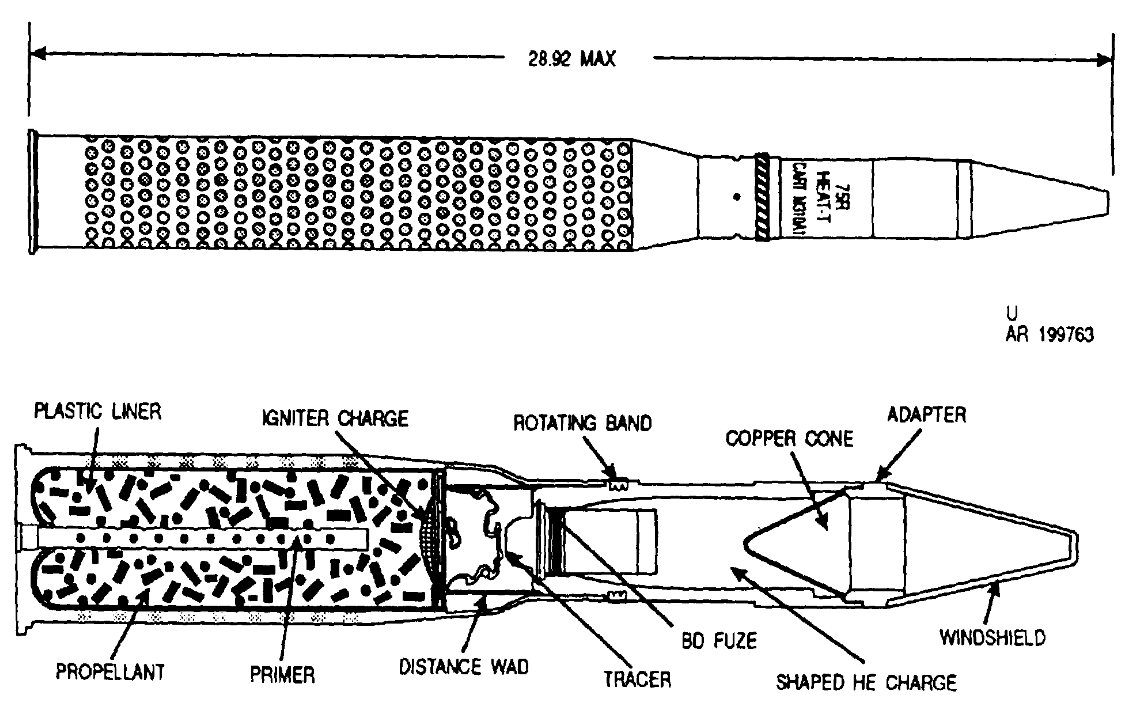
Patrone Hohlladungsgeschoss M310

Die drallstabilisierten Geschosse werden aus Patronen im Kaliber 75 x 408R verschossen.
| Typ                     | Bezeichnung                     | Gesamtgewicht | Wirkladung                                                            | Reichweite    | Bemerkung |
| ----------------------- | ------------------------------- | ------------- | --------------------------------------------------------------------- | ------------- | --- |
| Sprenggranate           | HE, M309                        | 10,15 kg      | 0,67 kg Trinitrotoluol                                                | 6,3 km        | [ 24 ] |
| Hohlladungsgeschoss     | HEAT-T, M310                    | 9,55 kg       | 0,45 kg Composition B                                                 | 6,3 km        | Durchschlagskraft etwa 10 cm Panzerung |
| Hohlladungsgeschoss     | HEAT-T, M310A1                  | 9,55 kg       | 0,36 kg 50/50 Pentolite                                               | 6,3 km        | Durchschlagskraft etwa 10 cm Panzerung |
| Quetschkopfgeschoss     | HEP-T, M349                     | 7,49 kg       | 1,16 kg Composition A3                                                | 6,5 km        | [ 24 ] |
| Rauchgranate            | SMOKE, M311                     | 10,52 kg      | 0,61 kg weißer Phosphor                                               | 6,3 km        | [ 24 ] |
| Übungsmunition          | TP (Training, Practise), M309A1 | wie HE M309A1 | inerter Füller und eine kleine Menge Schwarzpulver für Trefferanzeige | wie HE M309A1 | entspricht der Patronenmunition HE M309A1 |
| Übungs-/Exerzierpatrone | Subcaliber Rifle M7             | -             | .30-06 Springfield Patrone                                            | -             | In die Hülse und Geschossattrappe ist ein Lauf einer Handfeuerwaffe im Kaliber .30 verbaut, der eine gewöhnliche Gewehrpatrone verschießen kann. Damit wird ein Abschuss eines 75-mm Geschosses simuliert. Ohne die Gewehrpatrone diente das M7-Gerät zum sicheren Training des Ladevorgangs. |